# Нюфаундленд (куче)
Нюфаундленд е порода кучета. Нюфаундлендът първоначално е използван в канадските риболовни райони на риба треска – при изтеглянето на мрежи и издърпването на лодки. Във Франция се използват нюфаундленди в аварийните морски спасителни служби.

## История на породата
За родина на породата се счита остров Нюфаундленд.
Сред специалистите не съществува единно мнение за произхода на породата. Канадският справочник за кучета предлага 3 основни версии за произхода:
- кръстоска на вече изчезналия черен вълк с азиатски мастифи;
- кръстоска на викингски кучета с местни кучета/вълци;
- кръстоска на мастифи, овчарски и ловни кучета, пренесени от европейците през XV—XVII век.

## Стандарт на породата

### Общ вид
Гръбнакът е широк и прав, с дълбок гръден кош и силни, мускулести слабини.

### Характер
Изключително кротък и с благ нрав. Като малко кученце е доста игриво и палаво, но като порасне се укротява. Обича да заравя храната си – кокали.

### Глава
Широка и масивна глава с къса, квадратна, правилно очертана муцуна.

### Уши
Относително малки; прилепнали към главата. Увиснали и много пухкави.

### Очи
Малки, тъмни, поставени дълбоко.

### Крайници
Лапите на кучетата са големи, правилни, с широка ципа между пръстите.

### Козина
Гладка, гъста, груба и водоустойчива. Дебелата козина на тези кучета изисква ежеседмично разресване.